# Arte marziale
Un'arte marziale è un insieme di pratiche fisiche, mentali e psicologiche legate al combattimento. Originariamente utilizzate per aumentare le possibilità di vittoria del guerriero in battaglia, oggi sono una forma di percorso di miglioramento individuale e di attività fisica completa oltre che per difesa personale.
Il termine è entrato nell'uso comune agli inizi degli anni sessanta quando vennero introdotte in occidente le arti marziali orientali e talvolta viene associata solo a queste e in particolare alle arti marziali cinesi, giapponesi e coreane. In realtà già dal 1500 i sistemi di combattimento in Europa venivano definiti in questo modo; un manuale inglese di scherma del 1639 in particolare lo utilizzava riferendosi specificatamente alla "scienza e arte" del duello di spade, facendolo derivare dal latino poiché "arte marziale" significa letteralmente "arte di Marte", il dio romano della guerra.
Oggi, le arti marziali vengono studiate per varie ragioni: ottenere abilità di combattimento, autodifesa, sport, salute fisica e forma di ginnastica, autocontrollo, meditazione, responsabilizzazione sull'uso della forza, acquisire confidenza col proprio corpo, sicurezza nelle proprie capacità e consapevolezza dei propri limiti. A questo scopo, in Giappone e in Cina, si pratica il taiso, un particolare tipo di allenamento associato alla preparazione atletica di chi pratica arti marziali. Alcune arti marziali sono considerate "tradizionali" e sono legate ad uno sfondo etnico, religioso o culturale, mentre altre sono moderni sistemi sviluppati da un fondatore o da un'associazione.

## Storia e diffusione
La storia delle arti marziali è a doppia faccia, una militare ed una sportiva, a loro volta derivanti dalle esigenze più primordiali degli insediamenti umani e cioè la caccia e la difesa del territorio. Esse definivano rispettivamente il rapporto dell'uomo con l'ambiente e con altri uomini. In entrambi i casi, privo di armi naturali obiettivamente pericolose, l'uomo dovette ricorrere allo sviluppo tecnologico per la sopravvivenza.
La storia delle arti marziali di tutto il mondo è complessa. Molti gruppi di persone hanno avuto bisogno di difendersi in qualche momento e hanno per questo sviluppato tecniche di combattimento. Sebbene queste tecniche di combattimento si siano rivelate col tempo obsolete, soprattutto con l'avvento delle armi da fuoco, le arti marziali sono sopravvissute. Questo è in parte dovuto all'importanza culturale che le arti marziali hanno rivestito in determinate aree, e in parte alle loro funzioni di ginnastica e allenamento fisico e mentale; altri motivi sono l'applicazione sportiva che alcune di queste hanno assunto col tempo, e l'utilizzo che ne viene fatto nell'addestramento militare di alcuni paesi.

### Arti marziali in Asia orientale

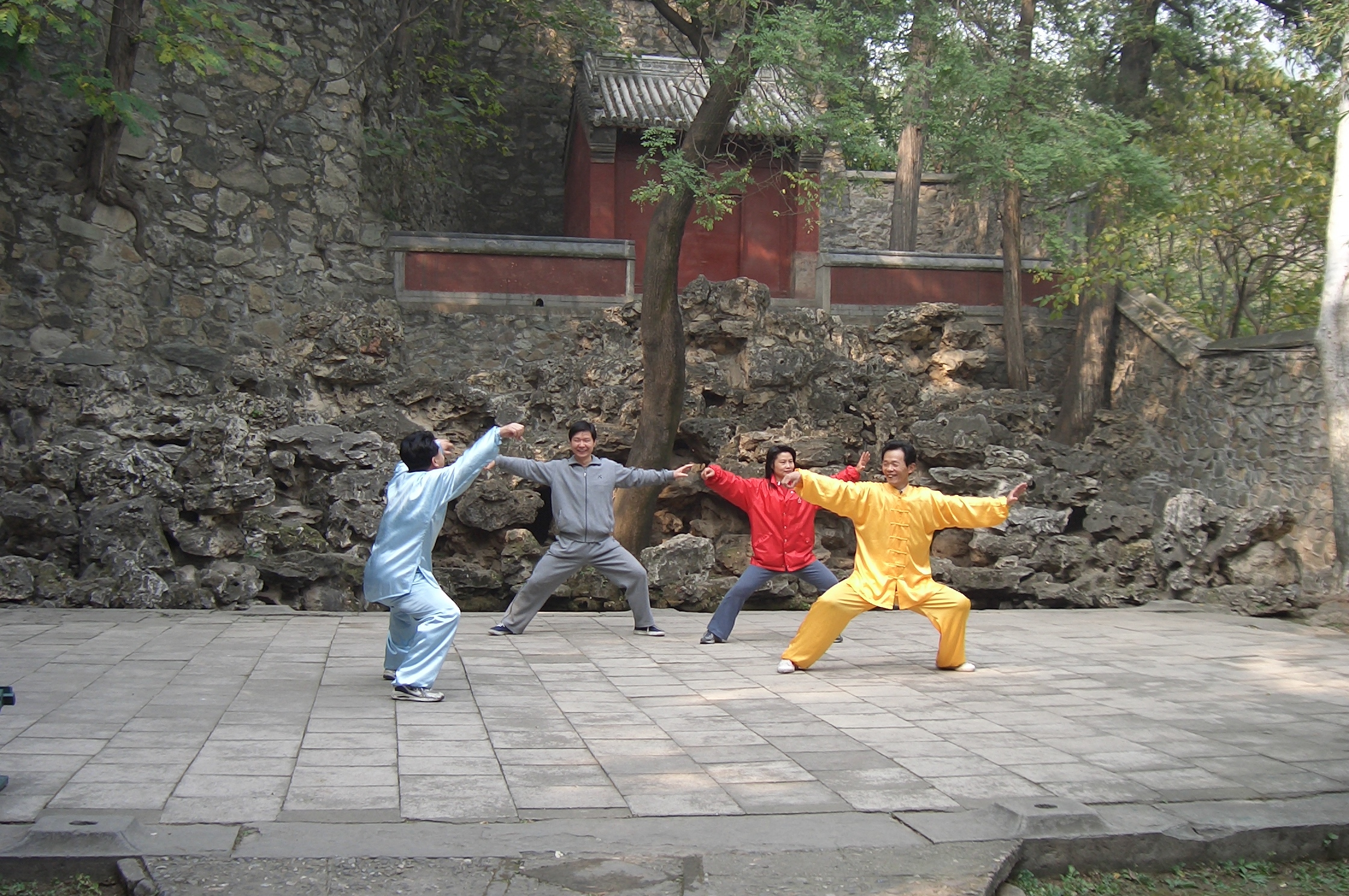
Praticare arti marziali è ancora un'usanza molto diffusa in Cina

La scarsa presenza di fonti storiche riguardanti le arti marziali in Asia non ci permette di stabilire con esattezza la nascita e l'evoluzione di queste arti.
La più antica è la Kalaripayattu, si sa però che la maggior parte di esse deriva per lo più da alcune tecniche di lotta della Cina del nord sviluppatesi durante la dinastia Zhou (XI-III secolo a.C.).
Da queste prese forma una serie di tecniche di combattimento che già allora erano considerate un'arte e che durante la dinastia Han (206 a.C. - 220 d.C.) venivano chiamate Chi Ch'iao, che significa "abilità e talento", o Shou Po, ossia "mano che colpisce a pugno".
Le tecniche di lotta diffuse in Cina entrarono in contatto con i principi filosofici del Buddhismo Chán intorno al VI secolo d.C.; questo incontro si fa tradizionalmente risalire all'arrivo del leggendario monaco Bodhidharma nel tempio di Shaolin, anche se questo avvenimento si confonde con la leggenda.
I principi filosofici del buddhismo influenzarono moltissimo le arti marziali in Cina e in Giappone, elevandole da semplici metodi di combattimento ad arti per la ricerca della perfezione fisica e spirituale. 
Con la successiva diffusione di queste elaborate arti marziali per tutta la Cina, avvenne una gran differenziazione dovuta all'incontro con altre filosofie come il Taoismo e il Confucianesimo e alle condizioni geografiche in cui andarono a svilupparsi.
Fu forte l'influenza che queste arti marziali provenienti dalla Cina ebbero sulle nascenti arti marziali nel resto dell'Asia.
L'insegnamento delle arti marziali in Asia ha storicamente seguito il tradizionale principio insegnante-discepolo, comune ad ogni tipo di apprendimento.
Gli studenti apprendono attraverso uno stretto sistema gerarchico al cui vertice sta il maestro:
- Sensei (先生?) in giapponese;
- 老師T, LǎoshīP, Lao ShiW, lett. "vecchio maestro" o 師傅T, ShīfuP, Shi fuW, lett. "maestro padre" in cinese;
- Sabeomnim (사범님?) in coreano;
- Guru (गुरू) in hindi;
- Kallari Gurukkal in malayalam dell'India meridionale.

In alcune arti marziali influenzate dal confucianesimo, gli studenti più anziani sono considerati come fratelli e sorelle maggiori, quelli più giovani come fratelli e sorelle minori.
Tali intime relazioni servono per formare un buon carattere, pazienza e disciplina.
Nella tradizione di alcune arti marziali gli studenti devono ricevere una certificazione da un maestro che gli permette di continuare negli studi; in altri sistemi, specialmente in Cina, lo studente non riceve alcuna certificazione rimanendo semplicemente per anni sotto la continua guida e valutazione di un maestro.
Questa pedagogia, che è ancora preservata e rispettata in molti stili tradizionali, si è indebolita a vari gradi in altri ed è stata completamente rifiutata da alcune scuole, soprattutto in occidente.
In occidente l'interesse per le arti marziali dell'Asia orientale è iniziato alla fine del XIX secolo, a causa dell'incremento degli scambi commerciali tra l'America e Cina e Giappone.
Le prime dimostrazioni di arti marziali erano fatte da asiatici negli spettacoli vaudeville, e questo le rese, agli occhi degli occidentali, mere esibizioni drammatiche.
Con la permanenza in Giappone di molti militari statunitensi dopo la Seconda guerra mondiale, cominciò l'adozione in occidente di alcune tecniche e poi successivamente dell'intero sistema delle arti marziali, e dagli anni sessanta arti giapponesi come il karate e il Jūdō divennero molto popolari.
Allo stesso modo, con la guerra in Corea, l'esercito statunitense ebbe la possibilità di scoprire la principale arte coreana, il Taekwondo, e farla conoscere in occidente. Dagli anni settanta il cinema di Hong Kong cominciò ad interessarsi alle arti marziali cinesi (lì fu coniato il termine Kung-fu per queste arti), soprattutto grazie alle grandi capacità dell'attore Bruce Lee, inventore del Jeet Kune Do, sulla base degli insegnamenti del maestro Yip Man nello stile da combattimento Wing Chun, il quale contribuì enormemente alla diffusione del genere dapprima negli USA e successivamente nel resto del mondo.
Già dagli anni ottanta i film di kung fu divennero un grande successo anche ad Hollywood.
Anche in altre regioni dell'Asia si sono sviluppate complesse arti marziali che a loro volta si suddividono in svariati stili, che sono molto meno noti in occidente.
Tra esse va citata lo sport da combattimento thailandese denominato Muay Thai noto per via di alcune pellicole cinematografiche (come Ong Bak).
In Indonesia si trovano un gran numero di arti che vanno sotto il nome di Silat, tra cui il Kateda e il Sindo.
In India si trova la complessa arte del Kalarippayattu, in Malaysia il Kuantao, in Vietnam i più noti Vovinam Viet Vo Dao e Thuật Cổ Truyền Việt Nam (tra cui Lam Sơn võ đạo, Hóa Quyền Đạo- Phakwondo, Bình Định, Tây Sơn, Hồng Gia Việt Nam, Nhat-Nam, Sa Long Cương).
È difficile stabilire le origini di queste arti, che alcuni ritengono siano nate in questi luoghi, ma che hanno molti aspetti in comune con le più antiche arti provenienti dalla Cina, ad eccezione delle arti marziali indiane che sembrano essere ancora più antiche, o delle arti marziali malesi, indonesiane e filippine (Kali, Arnis, Eskrima) che hanno effettivamente una discendenza diversa, soprattutto indiana e araba pur avendo successivamente assorbito anche dalle arti cinesi con le quali sono venute in contatto.

### Arti marziali in Europa

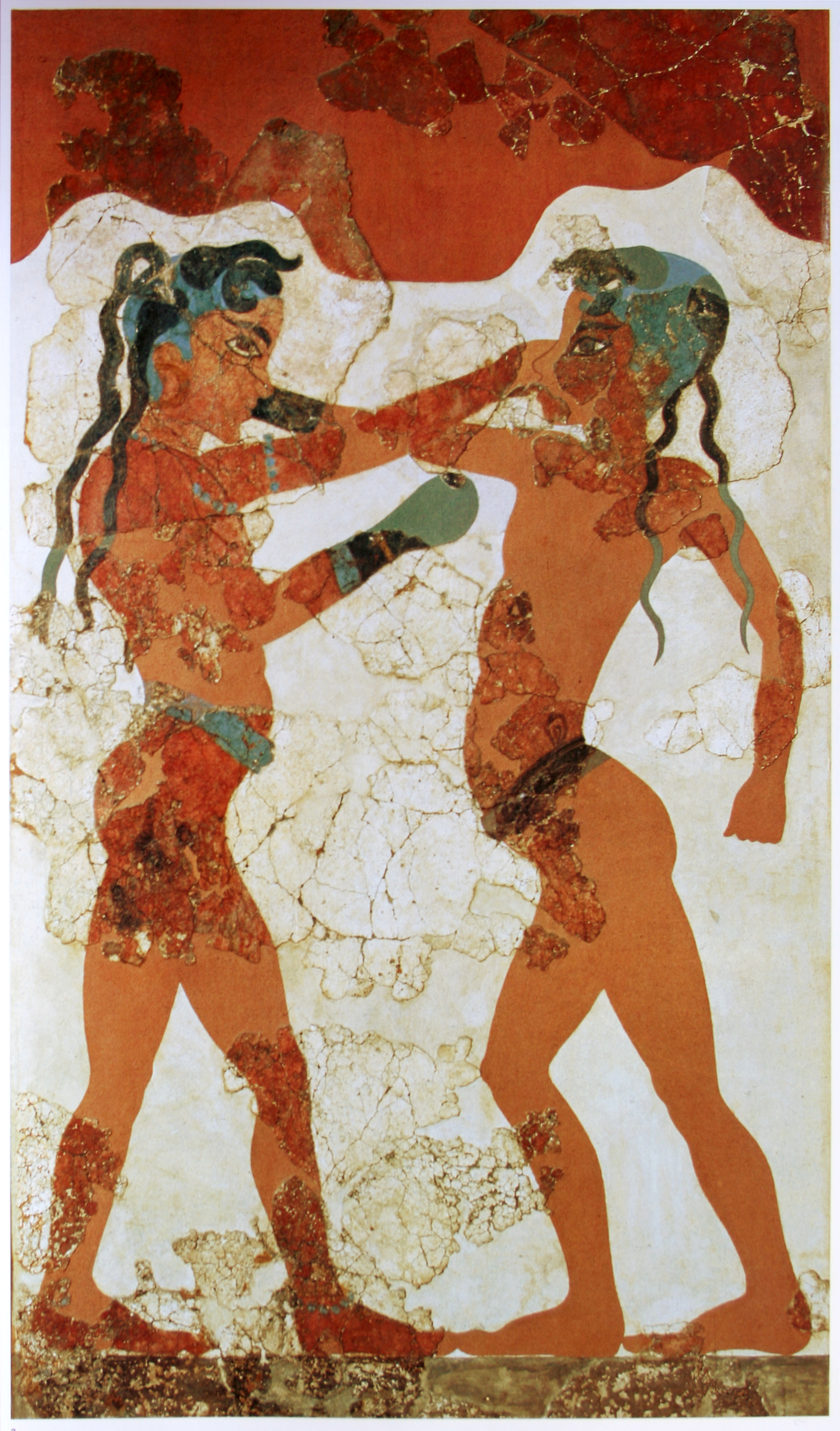
Il pugilato era praticato già nell'Antica Grecia

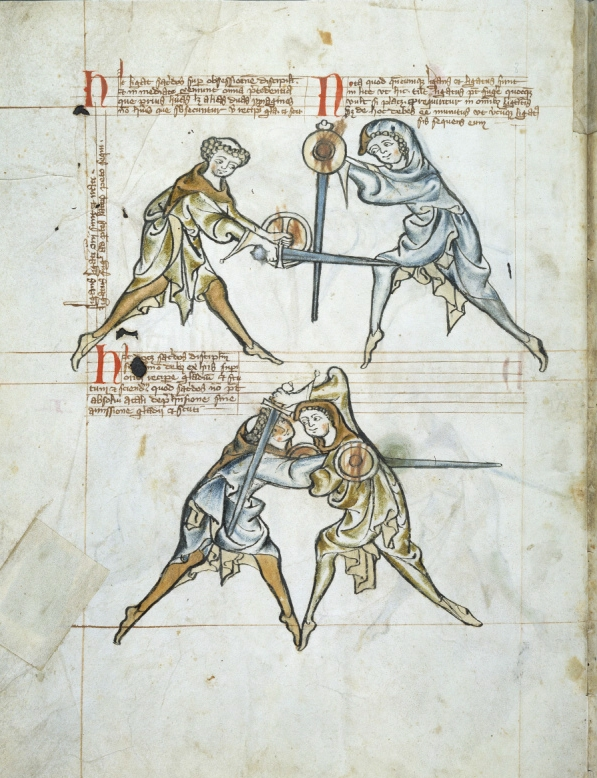
Il manoscritto MS I.33, datato circa al 1290, mostra scherma con spada e brocchiero.

Alcune forme di arti marziali erano già presenti nelle civiltà classiche europee. Nell'antica Grecia lo spirito di combattimento faceva parte dello stile di vita e il pugilato (pygme, pyx), la lotta (pale) e il pancrazio (pankration, da pan che significa "tutto" e kratos che significa "forza") erano fra le forme di competizione olimpiche più apprezzate. A Roma erano praticate tecniche di pugilato derivanti dal pancrazio e nelle arene si scontravano gladiatori alle volte in combattimenti marziali.
Alcune forme di scherma tradizionale (quelle forme di scherma nate prima delle tre classiche armi da scherma inserite nei giochi olimpici moderni) sono sopravvissute, e molti gruppi stanno lavorando per ricostruire le antiche arti marziali europee. Il processo di ricostruzione avviene attraverso lo studio di dipinti e di rappresentazioni di diagrammi di movimento. Questo è comunque insufficiente a carpire la dinamica di un'arte marziale, e diventano necessari sperimentazioni pratiche. In genere le persone addette alla ricostruzione di un'arte marziale sono esperte anche in un'altra simile che abbia ancora una tradizione viva, dalla quale attingono principi comuni a entrambe.
Molte delle arti marziali praticate in Europa divennero presto obsolete con l'avvento delle armi da fuoco. Alcune come il pugilato, la lotta, la scherma sono sopravvissute divenendo sport. Anche in Italia c'erano diversi tipi di arti marziali, soprattutto quelle legate all'utilizzo di uno o due bastoni, spesso di lunghezze differenti, dato che non era spesso permesso a chi non era nobile di portare la spada. Un esempio sono il bastone genovese, il bastone pugliese o quello siciliano. Quest'ultimo, oggi denominato Liu Bo, era utilizzato prevalentemente dai ceti più poveri per autodifesa, ad esempio contro i briganti durante la dominazione borbonica, ed è ancora praticato.
Arti marziali senza armi che sono sopravvissute sino ad oggi includono il pugilato inglese, la lotta olimpica, il savate francese, s'istrumpa sarda. Alcuni sistemi con armi sono sopravvissuti come sport tradizionali e come metodi di autodifesa, e sono ad esempio il Jogo do Pau del Portogallo, e il Juego del Palo delle isole Canarie.
Altre tecniche di arti marziali sono diventate sport a cui noi non diamo più un valore combattivo, tra queste ci sono alcuni esercizi ginnici come il cavallo con maniglie che simula la necessità di un cavaliere di cambiare posizione e di combattere sul dorso di un cavallo. Origini più antiche sono per il getto del peso e il lancio del giavellotto, entrambe armi usate specialmente dai romani, e le tecniche di scherma moderna nelle sue tre specialità: fioretto, spada e sciabola.

### Arti marziali nelle Americhe
I popoli nativi del Nord America avevano i loro  addestramenti marziali che cominciavano sin dall'infanzia. Molti nativi americani si consideravano guerrieri e si allenavano con archi, coltelli, lance, asce e mazze da guerra. Queste ultime erano considerate le armi marziali più nobili, con le quali si disputavano i duelli. I guerrieri acquistavano le loro abilità nell'arco e nella mazza per tutta la loro vita. Secondo le testimonianze storiche più recenti, dimostrarono un'impressionante abilità nell'uso delle mazze da guerra, tanto da essere paragonati ai maestri di spada europei.
Se si escludono le arti di combattimento degli indigeni americani, nel Nord America sono state principalmente importate quelle europee in seguito alla colonizzazione (come il pugilato, la scherma e la lotta), e più tardi quelle asiatiche che hanno avuto una notevole diffusione e sviluppo nel XX secolo. Fa eccezione il jeet kune do, lo stile di combattimento elaborato dal celebre artista marziale e attore Bruce Lee. Sebbene fosse considerato dal suo stesso inventore un "non stile", il jeet kune do possiede tecniche e strategie di combattimento proprie. Questo sistema di combattimento si distingue principalmente per il background tecnico essenziale e per essere caratterizzato da movimenti molto fluidi e adattabili. Bruce Lee si ispirò ai principi del pugilato e della scherma e in piccola misura al wing chun e ad altri stili di combattimento cinesi. Il jeet kune do è principalmente un'arte di combattimento da strada basata sull'attacco e sul contrattacco che mette al primo posto il principio dell'intercettazione.
Nell'America meridionale la più famosa e diffusa arte marziale è la Capoeira, creata dagli immigrati africani in Brasile intorno al XVI secolo. Per evitare di essere puniti dai padroni, gli schiavi neri che praticavano la Capoeira la dissimulavano in una danza. Col tempo questi due aspetti si sono uniti formando un'arte che è a metà tra un ballo acrobatico e una tecnica di combattimento. Un'altra arte marziale di origine brasiliana è il Ju jitsu brasiliano: è lo sviluppo, principalmente ad opera di Carlos ed Hélio Gracie, degli insegnamenti di jiu-jitsu impartiti dal Diplomatico e Maestro Mitsuyo Maeda durante la sua permanenza in Brasile.
A metà del secolo scorso ha avuto inizio la diffusione del Vale Tudo.

### Arti marziali in Africa
Il Moraingy è un'arte marziale tradizionale del Madagascar che ha avuto origine nella costa occidentale dell'isola durante la dinastia Maroseranana (1675-1896) del regno dei Sakalava, che con il tempo si è diffusa in tutto il Madagascar e nelle vicine isole Riunione, Comore, Seychelles e Mauritius.

## Varianti e scopi
Esiste una grande varietà di arti marziali sviluppate in luoghi e periodi molto diversi tra loro. In generale, esse condividono un obiettivo comune: sconfiggere fisicamente una persona, o difendersi da un'aggressione fisica. In molte arti marziali, l'apprendimento va al di là dell'abilità di combattimento, includendo l'accrescimento delle capacità fisiche e mentali.
Le arti marziali possono essere suddivise sulla base di vari criteri, fra i quali:
- arti tradizionali o storiche (e stili contemporanei di lotta popolare) rispetto a moderni sistemi ibridi o sistemi di difesa personale militari o paramilitari.
- Origine regionale, soprattutto Arti Marziali Orientali rispetto ad Arti Marziali Occidentali.
- Tecniche insegnate: combattimento armato o a mano nuda, e all'interno di questi per tipo di arma (scherma, bastone ecc.) o tipo di combattimento (lotta o percussioni); combattimento in piedi o combattimento al suolo).
- Per applicazione o intento: autodifesa, sport da combattimento, coreografia o dimostrazione di forma, ginnastica, meditazione ecc.
- Nella tradizione delle arti marziali cinesi: stili "esterni" o "interni".

Una caratteristica comune delle arti marziali è la codifica di tecniche di combattimento. Un metodo tradizionale di insegnamento, soprattutto nelle arti marziali dell'Asia orientale, è la "forma" (in cinese: lu 路, in giapponese: kata 型). Questa è una sequenza di tecniche prestabilite da eseguire contro uno o più avversari immaginari; in alcune discipline sono presenti forme in cui due o più praticanti si affrontano.
In generale, nei vari sistemi di combattimento si utilizzano una o più delle seguenti tecniche: tecniche di mano (pugni, mano aperta, gomiti), tecniche di gamba (calci, ginocchia), prese, proiezioni, leve articolari, pressione su punti vitali, armi.

### Per focalizzazione tecnica
Disarmato
Le arti marziali a mano nuda possono essere raggruppate in quelle che si focalizzano sull'uso di colpi e quelle lottatorie, oltre che quelle che coprono entrambi i campi (spesso all'interno del contesto delle arti marziali ibride).
Percussioni
- Pugno: Pugilato, Wing Chun, kudo, Zendokai e Panantukan
- Calcio: Capoeira, Taekwondo, vari stili di Kung Fu, Zendokai e kudo
- Altri tipi di colpo: Kaisendo, Karate, Shorinji Kempo, Muay Thai, Lethwei,  Savate e la sua versione "da strada" Boxe de rue, Kickboxing, Sanshou, Wushu, Zendokai, Krav Maga, Wilding, Systema, Hek Ki Boen Wing Chun e kudo.

Lotta
- Proiezione: Lotta libera, Lotta greco-romana, Aikidō, Glíma, Zendokai, Hapkido, Judo, Sambo, Jujitsu, kudo e Kaisendo.
- Sottomissione: Jujitsu, Judo, Kaisendo, Hapkido, Brazilian Jiu-Jitsu, Zendokai, kudo e Army Combatives
- Immobilizzazione: Aikido, Judo, Jujitsu, Wrestling, Zendokai, Sambo, Brazilian Jiu-Jitsu e kudo.

Armato
Le arti marziali tradizionali che allenano il combattimento armato spesso includono un largo spettro di armi bianche, fra cui spade e armi inastate. Queste tradizioni si ritrovano soprattutto in arti come eskrima, silat, Kalarippayattu, kobudo e scherma tradizionale, specialmente quelle del rinascimento italiano e del rinascimento tedesco. Varie forme di arti marziali cinesi includono armi come parte del loro curriculum.
A volte, allenarsi con un'arma specifica può essere considerato uno stile di arti marziali di suo. Questo accade soprattutto nelle arti marziali giapponesi con discipline come il Kendō, lo Iaidō e il kenjutsu (spada), il Jodo e il bōjutsu (bastone) o il kyudo (arco) e il naginata.
Similarmente, le arti marziali occidentali e gli sport da combattimento includono le discipline della scherma moderna e sistemi di combattimento col bastone come la canne de combat o il singlestick, nonché il tiro con l'arco.

### Per applicazione o intento
Discipline orientate al combattimento
Nelle arti marziali occidentali, l'obiettivo principale è sempre principalmente la sconfitta di un avversario, soprattutto il suo annientamento per sopravvivere in un contesto di difesa personale o in uno scontro armato in un campo di battaglia, ma anche la semplice dimostrazione di superiorità tramite un duello, all'arma bianca (scherma tradizionale) o a mani nude ("noble art of self defense").
Con lo sviluppo delle armi da fuoco e la regolamentazione di leggi sui diritti civili che limitavano o condizionavano certe pratiche, le arti marziali in occidente si sono gradualmente trasformate in particolari sport da combattimento (come la scherma sportiva, la lotta olimpica o il pugilato) oppure sono riemerse con la connotazione dei cosiddetti "metodi" o "sistemi" difesa personale (come Kaisendo, CQB, krav maga, combatives, kapap, hashita, Wilding o sambo) per far fronte a esigenze di autodifesa in un contesto urbano o per scontri da strada.
Le arti marziali orientali in genere considerano il confronto fisico giustificabile solo come mezzo di difesa. Molte di loro per contrappeso possono risultare connesse anche con la religione e la spiritualità. Numerosi sistemi sono stati fondati o diffusi o praticati da vari tipi di monaco, per esempio.
Per esempio, il gatka è un'arte marziale armata creata dai sikh della regione del Punjab, mentre la casta dei Kshatriya hanno un'altra loro corrispettiva arte marziale chiamata Shastar vidya.
Gli stili giapponesi, quando si preoccupano delle qualità non fisiche del combattimento, vengono influenzate fortemente dalla filosofia zen. Concetti come "mente vuota" o "mente del principiante" sono ricorrenti. L'Aikidō, per esempio, può avere una forte connotazione filosofica sul flusso dell'energia e sullo scaturire della pace, come idealizzato dal suo fondatore Morihei Ueshiba.
Le arti marziali coreane pongono enfasi sullo sviluppo filosofico e spirituale del praticante. Un tema ricorrente in molti stili coreani, come il taekkyeon e il taekwondo, è il valore della "pace interiore" in un praticante, raggiungibile solo tramite la meditazione individuale e l'allenamento.
La disciplina russa del Systema mostra tecniche di respirazione e rilassamento, come elementi del pensiero della chiesa ortodossa russa, per raggiungere la consapevolezza di sé e la calma interiore, oltre che per rendere beneficio al praticante secondo vari livelli: fisico, psicologico e spirituale.
Molte arti marziali, soprattutto asiatiche, includono nel loro insegnamento anche pratiche di medicina tradizionale. Questo è prevalente soprattutto nelle arti marziali indiane tradizionali che possono insegnare varie forme di medicina indiana tradizionale. Le arti marziali tradizionali cinesi insegnano alcuni aspetti della medicina tradizionale cinese come il qigong, l'agopuntura, e l'agopressione.
Alcune arti marziali in varie culture possono essere praticate in una forma simile alla danza per varie ragioni, come per evocare la ferocia in preparazione della battaglia o come dimostrazione di abilità in una maniera stilizzata (quest'ultimo motivo fa sì anche che varie arti marziali si concentrino sull'esecuzione di forme o su coreografie). Alcune discipline incorporano musica, soprattutto percussioni ritmiche.